# Дворац Вајдахуњад
Дворац Вајдахуњад (мађарски: Vajdahunyad vára) је дворац у градском парку (Városliget) Будимпеште, Мађарска. Саграђен је 1896. године, као „Историјски павиљон“ - део Миленијумске изложбе која је прослављала 1.000 година од мађарског освајања Карпатског басена 895. године. Дворац је дизајнирао Игнац Алпар уврстивши елементе 21 значајне грађевине из различитих делова Краљевине Мађарске, укључујући дворац Вајдахуњад (Корвинов дворац у Трансилванији), тврђаву Шегешвар, тврђаву Брасов у Каталину, цркву у Јаки и друге храмове, куле и дворце. Пошто су елементи структуре, који копирају архитектуру дворца Вајдахуњад, здања породице Хуњади у Трансилванији, били најупадљивији, „Историјски павиљон“ је такође назван Вајдахуњад. Како дворац садржи делове зграда из различитих временских периода, он приказује различите архитектонске стилове: романски, готички, ренесансни и барокни. Првобитно је саграђен од картона и дрвета и папира (техником папи-маше), али је овај еклектички дворац постао толико популаран да је сазидан од камена и цигле између 1904. и 1908. Данас се у њему налази Музеј мађарске пољопривреде, највећи пољопривредни музеј у Европи . 
- Улаз у дворац.
- Копија дворца Вајдахуњад.
- Персониификација грана пољопривреде.
- Један од торњева дворца.
- Копија цркве у Јаки.

У дворишту дворца изложена је и статуа Миклоша Лигетија „Анонимус“ који је био бележник Беле III Угарски и написао хронику Gesta Hungarorum (Дела Мађара). Анонимус је живео у 12. веку, а његов прави идентитет није познат. Испред дворца је споменик Еде Телча Игнацу Алпару, а у дворцу се налази и статуа Беле Лугошија, који је био и мађарско-амерички глумац познат по улоози грофа Дракула у оригиналном филму из 1931. године.